# Якуб Зекки
Якуб Зекки (настоящее имя — Якуб Муратович Умеров; 18 августа 1917, Янджо — 1977, Жданов, Донецкая область) — советский писатель и журналист, писавший на крымскотатарском языке. Член Союза писателей СССР (1975). Участник Великой Отечественной войны. Член КПСС (1940).

## Биография
Родился 18 августа 1917 года в селе Янджо Таврической губернии (сейчас — Бахчисарайский район). Окончил Бахчисарайский педагогический техникум (1935). Под влиянием Ягья Байбуртлы, Абляя Шамиля и Османа Амита начал увлекаться литературой. Работал в газете «Ударник» Бахчисарайского района, где в 1937 году опубликовал свой первый рассказ «Къара чекмен» (Черная шинель). В 1940 году вступил в ВКП(б).
В годы Великой Отечественной войны участвовал в обороне Одессы, Севастополя, Керчи и Новороссийска. Являлся командиром отделения разведки, старшиной. После окончания войны проживал в Донецке, где работал экономистом в строительных организациях. С 1975 года — член Союза писателей СССР. Публиковался в газете «Ленин байрагъы» (Ленинское знамя). Ряд его произведений были переведены на русский язык. Творчество писателя сосредоточено на философских и морально-этической проблематике.
Скончался в июне 1977 года в Мариуполе на 60-м году жизни.
Был женат имел четырёх дочерей, Татьяна, Лилия, Александра и Галина (Галия). Александра проживает в городе Мариуполь.

## Книги
- «Бахт анахтары» («Ключ счастья», 1969, Ташкент)
- «Къытыкълы икяелер» («Юмористические рассказы», 1972, Ташкент)